# TensorFlow
TensorFlow ist ein Framework zur datenstromorientierten Programmierung. Populäre Anwendung findet TensorFlow im Bereich des maschinellen Lernens. Der Name TensorFlow stammt von Rechenoperationen, welche von künstlichen neuronalen Netzen auf mehrdimensionalen Datenfeldern, sog. Tensoren, ausgeführt werden. 
TensorFlow wurde ursprünglich vom Google-Brain-Team für den Google-internen Bedarf entwickelt und 2015 unter der Apache-2.0-Open-Source-Lizenz veröffentlicht.

## Beispiel
In der Forschung und im Produktivbetrieb wird TensorFlow derzeit in kommerziellen Google-Produkten wie der Spracherkennung, Gmail, Google Fotos und Google-Suche verwendet. So wird der Kartendienst Maps durch Analyse der von Street View aufgenommenen Fotos von Straßenschildern verbessert, die mit Hilfe eines auf TensorFlow basierenden neuronalen Netzes analysiert werden. Viele dieser Produkte nutzten früher die Vorgängersoftware DistBelief.
In TensorFlow werden mathematische Operationen in Form eines Graphen dargestellt. Der Graph repräsentiert hierbei den sequenziellen Ablauf aller von TensorFlow durchzuführenden Operationen. Das folgende Beispiel soll die grundlegende Funktionsweise unter Verwendung von Python darstellen:
Zunächst wird die TensorFlow-Bibliothek geladen.
```
# TensorFlow laden

import
 
tensorflow
 
as
 
tf

```

Anschließend wird die Session definiert, unter der TensorFlow die Evaluierung der mathematischen Operationen vornimmt.
```
# TensorFlow Session definieren

sess
 
=
 
tf
.
Session
()

```

Zwei Konstanten, x und y werden definiert, die miteinander multipliziert werden.
```
# Zwei Konstanten im "8-bit signed integer"-Format

x
 
=
 
tf
.
constant
(
3
,
 
dtype
=
tf
.
int8
)

y
 
=
 
tf
.
constant
(
2
,
 
dtype
=
tf
.
int8
)

# Eine Multiplikation

z
 
=
 
tf
.
multiply
(
x
,
 
y
)

```

Zur Bestimmung des Ergebnisses wird der Graph an der Stelle z ausgeführt.
```
# Ausführung

sess
.
run
(
z
)

6

```

## Tensor Processing Unit (TPU)
Von Google wurden Tensor Processing Units, also anwendungsspezifische Chips, entwickelt, um das maschinelle Lernen zu unterstützen bzw. zu beschleunigen. Mit dieser Spezialhardware werden die Algorithmen der Programmbibliothek TensorFlow besonders schnell und effizient verarbeitet.

## TensorFlow-Releases

### 1.4: Keras
Seit dem Release von TensorFlow 1.4 ist Keras, eine Open-Source-Deep-Learning-Bibliothek, geschrieben in Python, Teil der TensorFlow Core API. Jedoch wird Keras als eigenständige Bibliothek weitergeführt, da es laut seines Entwicklers François Chollet nicht als alleinige Schnittstelle für TensorFlow, sondern als Schnittstelle für viele Frameworks gedacht ist.

### 1.5: TensorFlow Lite
Ab der Version TensorFlow 1.5 wird der Lebenszyklus von Modellen differenziert unterstützt. Zum einen lässt sich nach Import von tensorflow.contrib.eager mit enable_eager_execution() ein Modus einschalten, in dem TensorFlow die in der Python-Shell abgesetzten Befehle direkt ausführt, ohne eine Session. So lässt sich interaktiv entwickeln. Zum anderen wird zusätzlich TensorFlow Lite ausgeliefert, eine schlanke Variante, mit der sich Modelle nicht trainieren, sondern nur ausführen lassen. Sie ist, wie schon TensorFlow Mobile, speziell für mobile Endgeräte konzipiert. Ebenfalls vorwiegend für die Ausführung von Modellen geeignet sind APIs zur Verwendung von TensorFlow mit den Programmiersprachen Java, C und Go.

### 2.0: TensorFlow 2.0
Mit der am 30. September 2019 veröffentlichten Version 2.0 von TensorFlow wurde die API aufgeräumt und erweitert. Insbesondere wurde die Keras-Schnittstelle zur neuen Standard-API für die Modellierung von Deep-Learning-Modellen. Einzelne Funktionen wurden erweitert; so speichert TensorFlow 2 Modelle nun inklusive Gewichten und Berechnungen, was die Weitergabe deutlich vereinfacht.

## Unterstützte Programmiersprachen
TensorFlow wird aus Python-Programmen heraus benutzt und ist in Python und C++ implementiert. Es unterstützt die Programmiersprachen Python, C, C++, Go, Java, JavaScript und Swift. Von Drittanbietern gibt es weitere Bibliotheken für die Sprachen C#, Haskell, Julia, R, Scala, Rust, OCaml, und Crystal.